# Pokr Sariar
Pokr Sariar – wieś w Armenii, w prowincji Szirak. W 2011 roku liczyła 241 mieszkańców.